# Gerbillus watersi
Gerbillus watersi är en däggdjursart som beskrevs av De Winton 1901. Gerbillus watersi ingår i släktet Gerbillus och familjen råttdjur. IUCN kategoriserar arten globalt som livskraftig. Inga underarter finns listade i Catalogue of Life.
Arten når en kroppslängd (huvud och bål) av 70 till 96 mm, en svanslängd av 90 till 125 mm och en vikt av 14 till 20 g. Pälsen på ovansidan bildas av hår som är gråa nära roten samt orange eller sandfärgade. Några hår har dessutom en svart spets. Pälsens färg är därför orangebrun med en mörkare region på ryggens topp. Det finns en tydlig gräns mot den vita undersidan. Gerbillus watersi har en vit fläck framför varje öga respektive bakom varje öra. Förutom buken är kinderna, hakan, benen och fötterna vita. På fötternas sulor finns inga hår. Även svansen är uppdelad i en orangebrun ovansida och en vit undersida. Den bär främst korta hår men vid spetsen bildar längre mörka hår en tofs. Honor har fyra spenar på bröstet och fyra vid ljumsken.
Denna gnagare förekommer i nordöstra Afrika i Sudan och södra Egypten. En individ hittades i Djibouti. Habitatet utgörs av öknar och halvöknar.
Individerna gräver underjordiska bon där de vilar på dagen. Levnadssättet antas vara lika som hos andra släktmedlemmar.